# Bernissart
Bernissart (en wallon et picard : Bernissåt) est une commune francophone de Belgique située en Région wallonne dans la province de Hainaut, ainsi qu’une localité où se situe son siège administratif.
Elle est surtout connue pour la découverte, en 1878, de plusieurs squelettes fossiles d’iguanodons à 322 mètres de profondeur dans la fosse Sainte-Barbe, une ancienne exploitation charbonnière. Cette trouvaille exceptionnelle a marqué un tournant dans l’histoire de la paléontologie et conféré à Bernissart une renommée internationale.

## Géographie

### Situation
Située à proximité de la frontière franco-belge, Bernissart est une commune touristique réputée pour ses nombreux sites naturels. Son relief, relativement doux, varie entre 15 mètres d’altitude dans les Marais d’Harchies, vaste zone humide protégée, et 81 mètres dans la forêt de Stambruges, au nord du territoire.
À l’ouest, Bernissart est limitrophe de Condé-sur-l’Escaut, en France. Une partie de son territoire déborde au-delà de la frontière, formant un petit hameau rattaché à cette commune française. Bien que frontalière, la commune bénéficie d’une situation centrale dans le Hainaut occidental, se trouvant à seulement 22 km de Mons et 24 km de Tournai.

### Cours d’eau
La commune de Bernissart est traversée, dans sa partie sud-est, par la Haine, un ancien cours d’eau industriel du Hainaut, aujourd’hui canalisé par endroits, et longeant notamment l’autoroute A7. Elle est également parcourée par le canal Mons-Condé, une voie navigable construite au XIXᵉ siècle pour relier Mons à Condé-sur-l’Escaut, en France, facilitant à l’époque le transport du charbon entre le Borinage et le bassin minier du Nord.
Plus au nord, trois canaux historiques convergent vers le village de Blaton : le canal Pommerœul-Antoing, venant du sud-est ; le canal Nimy-Blaton-Péronnes, qui traverse la commune d’est en ouest ; et le canal Blaton-Ath, situé au nord, en direction du centre de la province. Ces canaux, construits entre le XVIIIᵉ et le XIXᵉ siècle pour les besoins du transport fluvial lié à l’activité minière, se croisent à Blaton, ce qui a valu à la localité le surnom de "petite Venise du Hainaut".

### Transports
La commune de Bernissart est traversée par plusieurs infrastructures de transport importantes. Elle est desservie par la route nationale N50, qui relie Mons à Tournai, ainsi que par deux grands axes autoroutiers : l’A16 (E42), qui assure la liaison entre Tournai et Liège, et l’A7 (E19), qui relie Bruxelles à Paris en passant par Mons.
Le territoire communal est également parcouru par la ligne ferroviaire 78 du réseau de la SNCB, qui connecte les villes de Mons et Tournai. Trois gares se trouvent sur le territoire de Bernissart, dont la gare de Blaton, la plus importante, mise en service en 1861. Elle est équipée de plusieurs quais et dessert les lignes régionales et interurbaines. Les gares de Harchies et de Ville-Pommerœul, plus modestes, complètent cette offre de transport ferroviaire.

### Sections de commune
| # | Nom             | Superf. (km2) | Habitants (2020) | Habitants par km2 | Code INS |
| - | --------------- | ------------- | ---------------- | ----------------- | -------- |
| 1 | Bernissart      | 11,83         | 3 329            | 281               | 51009A0  |
| 2 | Harchies        | 5,10          | 1 771            | 347               | 51009A1  |
| 3 | Pommerœul       | 15,69         | 1 796            | 114               | 51009B0  |
| 4 | Ville-Pommerœul | 0,71          | 721              | 1 019             | 51009B1  |
| 5 | Blaton          | 10,49         | 4 234            | 404               | 51009C   |

### Communes limitrophes
Les communes limitrophes de Bernissart sont, dans le sens horaire au départ du nord, Beloeil, Saint-Ghislain, Hensies, Saint-Aybert (France), Condé-sur-l’Escaut (France) et Péruwelz. La commune est située dans le Hainaut occidental, une région qui s’étend du nord-est à l'ouest de Bernissart. Du sud à l’est, elle est bordée par la région du Borinage, connue pour son passé industriel lié à l’extraction charbonnière. Enfin, Bernissart est bordée par la France de l’ouest au sud-ouest.
| Péruwelz                | Belœil     |                |
| Condé-sur-l'Escaut (fr) | Bernissart | Saint-Ghislain |
| Saint-Aybert (fr)       | Hensies    |                |

## Démographie

### Démographie: Avant la fusion des communes
- Source : DGS recensements population
- 1970* : Annexion de Harchies

### Démographie: Commune fusionnée
En tenant compte des anciennes communes entraînées dans la fusion de communes de 1977, on peut dresser l'évolution suivante :
Les chiffres des années 1831 à 1970 tiennent compte des chiffres des anciennes communes fusionnées.
- Source : DGS, de 1831 à 1981 = recensements population ; à partir de 1990 = nombre d'habitants chaque 1er janvier[3]

## Histoire

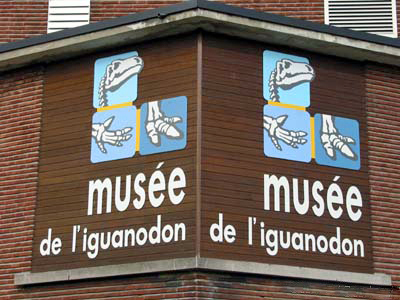
Le musée.

### Les iguanodons de Bernissart
La commune de Bernissart est réputée dans le monde des paléontologues  et des géologues, comme un site paléontologique le plus impressionnant (en termes de quantité de squelettes et de fossiles retrouvés). On y trouve une trentaine de squelettes, dont certains complets et très bien conservés.
En avril 1878, dans cette petite ville, les mineurs de la fosse Sainte-Barbe ont découvert dans une poche d'argile des squelettes fossilisés correspondant à un troupeau d'ornithopodes appelés iguanodons. La direction de la mine avertit, fait exceptionnel à l'époque, le musée d'histoire naturelle de Belgique. Cette découverte, à 322 mètres de fond dans les veines carbonifères du site minier de Bernissart, a été considérée comme exemplaire. Trente squelettes complets avec plusieurs os de squelettes incomplets et des plantes fossiles, soit quelques dizaines de tonnes, y furent extraits avec d'énormes difficultés, sous la direction technique de Louis de Pauw.
C'était la première fois que l’on mettait au jour autant de squelettes complets de dinosaures. Ceux-ci ont été dessinés in situ par le dessinateur G. Lavalette, puis reconstitués par Louis Dollo. La restauration et le remontage, à la chapelle Saint-Georges près de la place Royale à Bruxelles, s'avérèrent aussi délicats que l’extraction, car les ossements, atteints du « mal de la pyrite », nécessitaient des soins intensifs. Des traitements furent mis au point à l'Institut royal des sciences. Les squelettes furent placés dans une immense vitrine à hygrométrie et température contrôlées au Muséum des sciences naturelles de Belgique. La lenteur des opérations impliquant des reconstitutions de charpente osseuse par des équipes d'artisans du bâtiment a permis des progrès anatomiques et biologiques, dont témoignent en particulier les descriptions de Louis Dollo.
Le grand nombre de spécimens complets peut s’expliquer soit par une fuite éperdue du groupe animal amenant une chute rapide, soit une lente accumulation d’individus dans un piège boueux ; pour avoir accumulé tant d'exemplaires bien conservés de dinosaures de la même espèce, le site paléontologique de Bernissart est unique au monde. Ces fossiles reçurent le nom d’Iguanodon bernissartensis, ce qui signifie « iguanodon de Bernissart ».
Un rapport est signé le 1er septembre 1915 par Boem, un inspecteur de Mines allemand. Il est remis en 1919 au Grand Quartier Général de l'Armée Belge.

Ce rapport concerne la reprise de l'extraction des fossiles d’iguanodons au charbonnage de la Sainte-Barbe à Bernissart. En 1996, le Cercle géologique de Hainaut (CGH, asbl) de Bernissart demande une traduction du rapport. Le site est exploité jusqu’en 1921.

« Lors de mes débuts au Musée de l’Iguanodon en 1989, j’ai eu la chance d’assister à une très belle exposition à l’Espace Terre-Matériaux de la Faculté Polytechnique de Mons où le professeur Yves Quinif avait explicité quelques thèmes centrés sur les phénomènes karstiques. Cette exposition m’avait aidé à comprendre pourquoi les Iguanodons d’il y a 135 millions d’années se retrouvaient maintenant à l’état de fossile à −322 et −356 mètres dans la mine du charbonnage Sainte-Barbe de Bernissart. C’est la raison pour laquelle je me propose […] de reprendre l’essentiel de la traduction du rapport de 1915. »

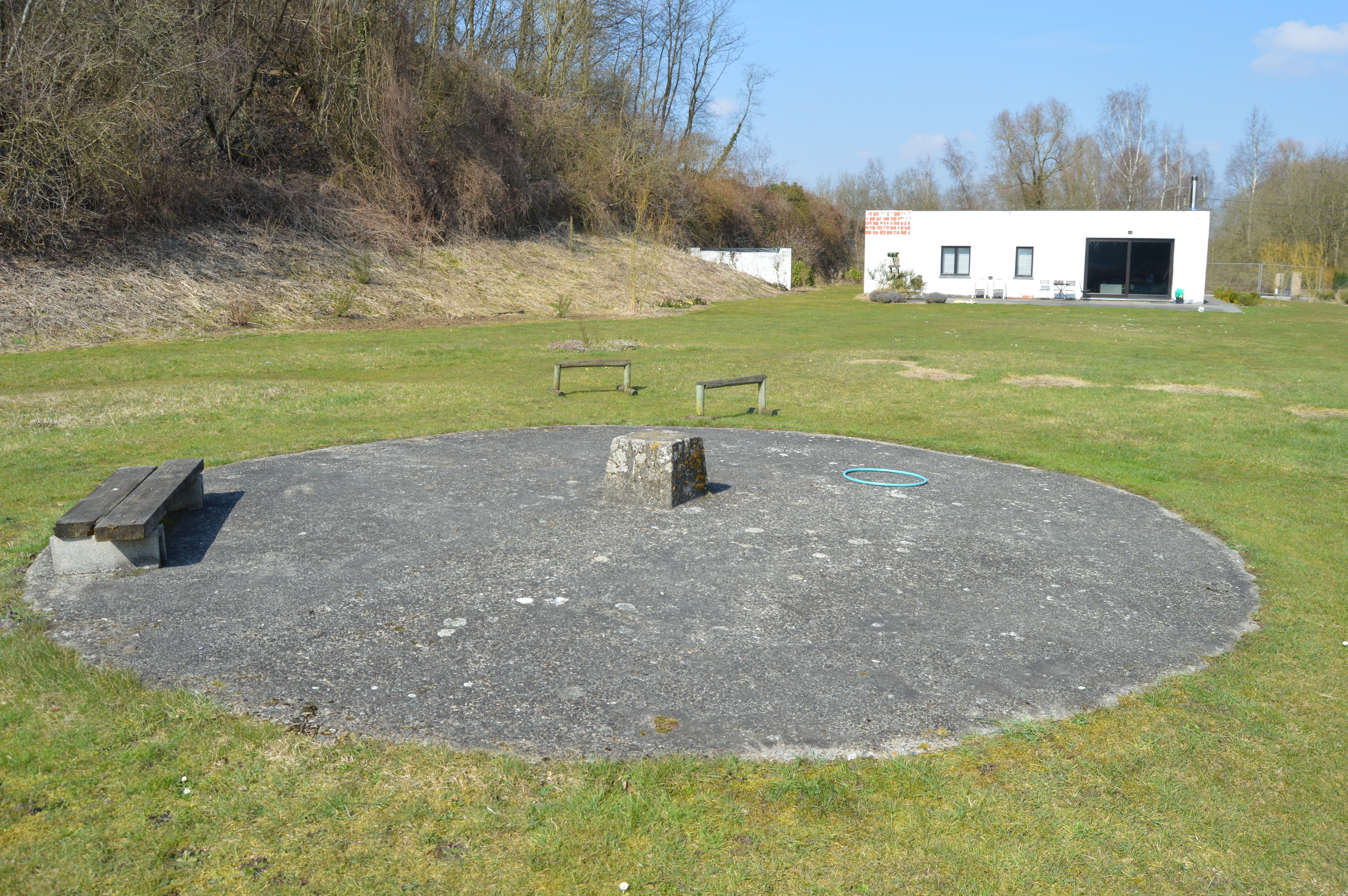
Ancien puits 3 Sainte-Barbe du Charbonnage à Bernissart, Belgique, où furent trouvés les restes d'un troupeau d'iguanodons en 1878.

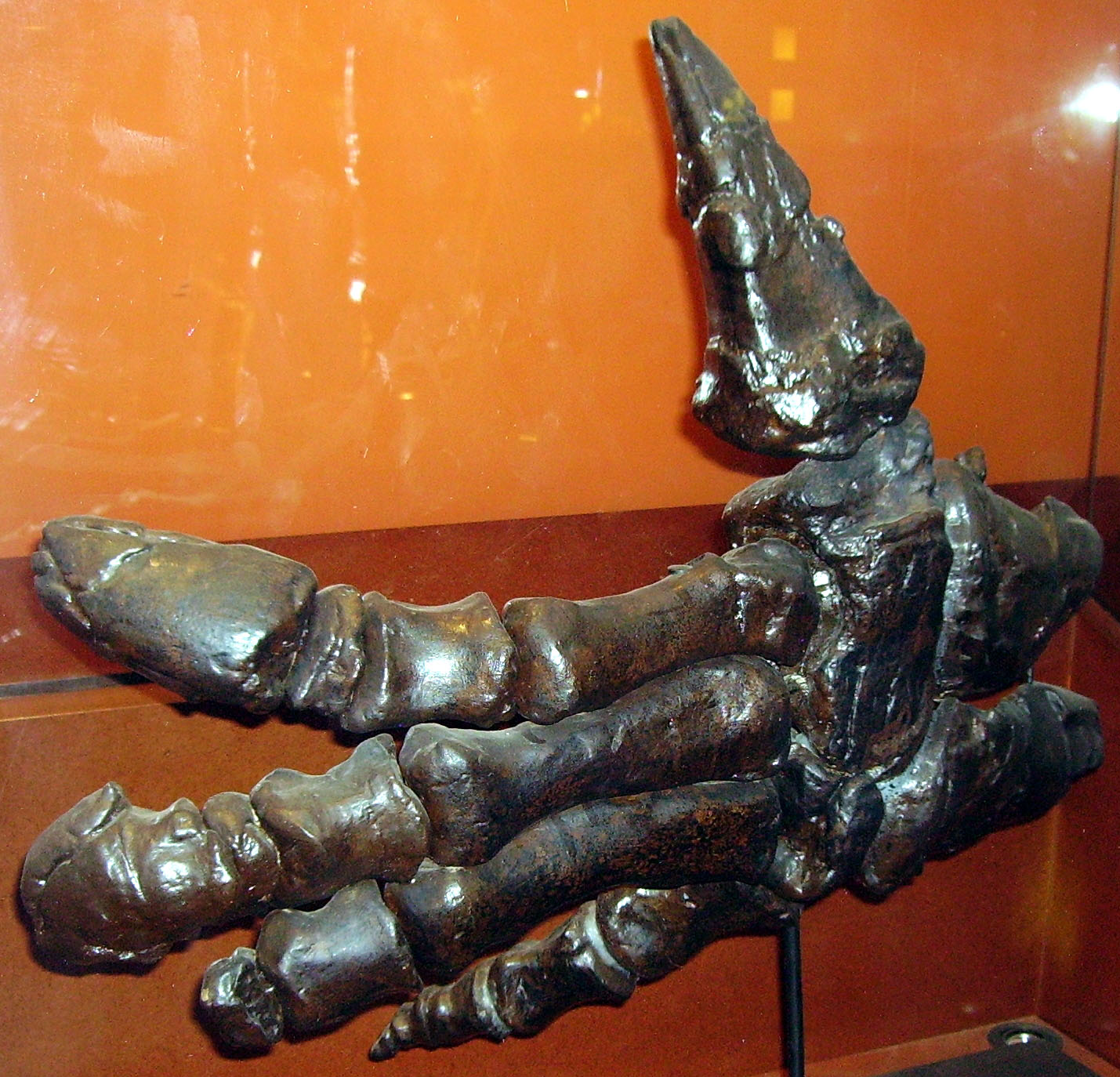
Main d'Iguanodon présentée au Musée d'Histoire Naturelle.

Ce rapport témoigne du projet des Allemands durant la Première Guerre mondiale. Lorsqu’en 1914 la Première Guerre mondiale éclate en Belgique, les paléontologues allemands comptent effectuer de nouvelles fouilles sur le sol belge, et notamment à Bernissart. Le paléontologue allemand à la tête de ces fouilles est Otto Jaekel. Son objectif est d’approfondir les fouilles paléontologiques dans la région de Bernissart afin de renflouer les musées d’Allemagne. Pendant l’occupation de la Belgique, Otto Jaekel va tout tenter afin de convaincre les autorités de son pays de fouiller les charbonnages de Bernissart et leurs alentours.
L'une de ses demandes aboutira en 1915. Mais le comité administratif des charbonnages de Bernissart et le musée royal de sciences naturelles de Bruxelles vont s’opposer aux nombreuses demandes de fouilles allemandes. Il s'avère que l'administration des charbonnages de la commune risque de tout perdre en cédant ces mines, car toute l'économie repose sur leur exploitation. Toutefois, les fouilles débutent en 1916. L'ennemi a en tête d’extraire des ossements, de se les approprier et de les ramener en Allemagne. Le personnel chargé de s'occuper des mines et des fosses ralentit volontairement les recherches. Malgré cela, le chantier de fouilles allemand débute, mais il ne sera que de très courte durée, car la fin de la guerre est signée.
Dans les musées, le dinosaure est le plus souvent exposé sur ses deux pattes arrière, alors qu’il marche sur ses quatre pattes. Il avait les pattes de devant similaires à des mains humaines. Sur son squelette, on peut apercevoir ses phalanges et ses articulations.
Le musée de l'Iguanodon de Bernissart ne possède pas de squelette d’iguanodon bernissartensis, celui exposé à Bernissart est un prêt effectué par le Musée des sciences naturelles de Bruxelles. Le site de la fosse de la Sainte-Barbe a totalement été détruit, reste à cet endroit une plaque, refermant le puits.
Une étude de 2018 prouve que les squelettes retrouvés dans la fosse de Sainte-Barbe proviennent d'une espèce différente. C’est en étudiant et en comparant les ossements que le chercheur Koen Stein (VUB) a remarqué des différences.

En effet, les spécimens retrouvés à Bernissart sont plus petits, plus minces. Il ne s'agit pas de jeunes dinosaures, mais d’adultes à en juger par les nombreux vaisseaux sanguins. 

« Les dinosaures adultes avaient une structure osseuse, moins poreuse que celle des jeunes. »

Aujourd’hui, il existe à Bernissart un musée de géologie, le « musée de l'Iguanodon », rassemblant une collection de minéraux et de fossiles.

## Armoiries
|  | Blason de Bernissart Blasonnement : Écartelé, aux I et IV de sinople à trois croisettes recroisettées au pied fiché d'or, rangées en bandes les pointes dirigées vers le centre de l'écu ; aux II et III d'or à cinq cotices de gueules. - Délibération communale : 5 mars 2001 - Arrêté de l'exécutif de la communauté : 17 juillet 2003 |
|  | Blason de Bernissart avant la fusion des communes Blasonnement : De sinople au chef d'hermine et la bordure de gueules. DC 31 mai 1930 - AR 16 juillet 1931 - MB 16 octobre 1931 |

## Politique et administration

### Conseil et collège communal 2024-2030
Ci-dessous, le tableau des résultats des élections communales de 2024.
| Parti | Parti         | Voix (2024) | Voix (2018) | % (2024) | % (2018) | +/-    | Sièges | +/-  | Collège |
| ----- | ------------- | ----------- | ----------- | -------- | -------- | ------ | ------ | ---- | ------- |
|       | ECOLO         | 801         | 874         | 11,62%   | 12,19%   | 0.57 % | 2 / 21 | 0.0  | Non     |
|       | MR 6tem-ic    | 1.766       | 2.087       | 25,62%   | 29,11%   | 3.49 % | 5 / 21 | 1.0  | Oui     |
|       | 100% Citoyens | 1.898       | -           | 27,53%   | -        | 0.0 %  | 6 / 21 | 6.0  | Non     |
|       | LdB           | 2.429       | -           | 35,23%   | -        | 0.0 %  | 8 / 21 | 8.0  | Oui     |
|       | PS            | -           | 3.345       | -        | 46,66%   | 0.0 %  | - / 21 | 11.0 | Non     |
|       | OXYGÈNE-I.C.  | -           | 863         | -        | 12,04%   | 0.0 %  | - / 21 | 2.0  | Non     |
| Total | Total         | 6 894       | 7 169       | 100 %    | 100 %    |        | 21     |      |         |

| Collège communal  |                      |                           |
| ----------------- | -------------------- | ------------------------- |
| Bourgmestre       | Roger Vanderstraeten | PS - Liste du Bourgmestre |
| 1er Échevin       | Didier Delpomdor     | MR - MR 6tem-ic           |
| 2e Échevine       | Marina Kelidis       | PS - Liste du Bourgmestre |
| 3e Échevin        | Claude Monniez       | PS - Liste du Bourgmestre |
| 4e Échevine       | Stacy Cange          | MR 6tem-ic                |
| 5e Échevin        | Guillaume Hoslet     | MR 6tem-ic                |
| Président du CPAS | Loïc Laurent         | MR - MR 6tem-ic           |

### Liste des bourgmestres de 1830 à aujourd'hui
- Robert Van Ceunebroecke, de 1960 à 1991, (PS).
- Freddy Wattiez, de 1991 à 2006, (PS).
- Roger Vanderstraeten, de 2007 à aujourd'hui, (PS).

### Jumelage
- Feignies (France) depuis 1984

## Patrimoine et culture

### Patrimoine architectural et naturel

#### Le château de Bernissart
Sur la place de Bernissart, à côté de l'église, il subsiste, dilué dans le patrimoine local, de légers vestiges d’un ancien château. Durant des siècles, des hommes comme Guillaume de Failly, le comte Louis de Millendonck, le maréchal de Villars, Philippe Alexandre-Emmanuel de Croÿ ont manifesté des bouffées de sympathie salvatrice pour ce vieux manoir.
Le château de Bernissart est un ancien château féodal qui, selon les traces, aurait été construit entre 1247 et 1267 à la suite du défrichement de la région. Le château occupe une fonction militaire (meurtrières, créneaux, pont-levis et fossés) jusqu’en 1876 où il est détruit à la suite d'un aménagement de la place. On attribue sa construction à Baudouin II d’Auberchicourt (né entre 1195/1215). Ce dernier est issu de la famille de Douai, dont le blasonnement est : de sinople au chef d'hermine. Il avait épousé Ermengarde de Bernissart, il était donc seigneur de Bernissart du chef de sa femme. Le blassonnement originel de la famille Bernissart était : d'azur au chef d'hermine.
Le château se compose de plusieurs corps de logis d'âges de styles très différents séparés par deux cours. Le mur d'enceinte forme un quadrilatère irrégulier (voir plan). E. Matthieu, qui s’est rendu en 1876 à Bernissart, décrit le château : « Le mur d’enceinte, d'une épaisseur considérable, était flanqué aux quatre angles de tours ou de tourelles et de larges fossés complétaient la défense de cette forteresse. » Le château de Bernissart était situé aux alentours de la place forte de Condé et, jusqu’au XVe siècle, occupe un rôle forteresse importante. Par exemple, au cours de l’année 1478, le Roi de France Louis XI et ses troupes sont arrivés dans le Hainaut. Ils ont alors pris possession des forteresses aux alentours de Condé ce qui était leur but principal.
En 1877, il fut remplacé par une ferme dont le bâtiment est encore visible aujourd'hui. Cette ferme est d'ailleurs toujours habitée.
En 2019, il reste de petites traces de ce château notamment dans la Rue du château (ancien emplacement des douves) et dans quelques propriétés privées de cette rue. De plus, lors de travaux, les traces d’un ancien tunnel ont été découvertes. Celui-ci reliait le château au manoir du Préau à quelques centaines de mètres.
De plus, sur la place de Bernissart, à côté de la maison communale où l'on peut également voir le pilori.

#### Lac de Bernissart
Situé au sud de la forêt de Bon-Secours et à quelques centaines de mètres de la frontière française, le lac de Bernissart est un espace privé accessible au public, composé d’un plan d’eau d’origine artificielle, divisé en deux parties par une large digue boisée en son centre.
Il est réputé pour ses zones de pêche ainsi que pour son intérêt ornithologique et odonatologique. Ses berges, fortement anthropisées, sont aménagées pour la pêche et les sports nautiques. Le site abrite également plusieurs zones sauvages qui favorisent la nidification de certains oiseaux, tels que la Foulque macroule ou le Grèbe huppé.

#### Marais d'Harchies
Les Marais d’Harchies, classés en tant que ZHIB (Zone Humide d'Intérêt Biologique), s’étendent sur le territoire des anciennes communes de Harchies, Hensies et Pommerœul. Ce site figure parmi les plus importants de Wallonie pour les oiseaux d’eau, qui y trouvent des conditions idéales pour la nidification, les haltes migratoires ou l’hivernage. La richesse ornithologique de la zone découle de la diversité des habitats qui s’y sont formés, ainsi que de la tranquillité du lieu, préservée grâce à la vigilance du Comité de Gestion en charge de sa protection.

#### Parc Posteau
Le parc Posteau, situé au centre de Blaton, en bordure du canal Blaton-Ath, s’étend sur environ 2,5 hectares. Ce domaine comprend un étang alimenté par un cours d’eau et traversé par des pontons qui permettent de passer au-dessus de ces eaux.
Le parc abrite également une maison rurale et un théâtre de plein air, où se déroulent chaque année de nombreuses festivités, notamment les célébrations du 21 juillet, ce qui contribue à sa renommée régionale.
Acquis par la commune il y a environ un siècle, le domaine appartenait auparavant à Ulysse Posteau, un marchand de grains qui y résidait. En 2007, un projet fut initié pour réaménager l’ensemble du site, y compris la prairie avoisinante. Les travaux, achevés en 2012, ont permis d’ouvrir le parc au public sous sa forme actuelle.

#### Grande Bruyère de Blaton

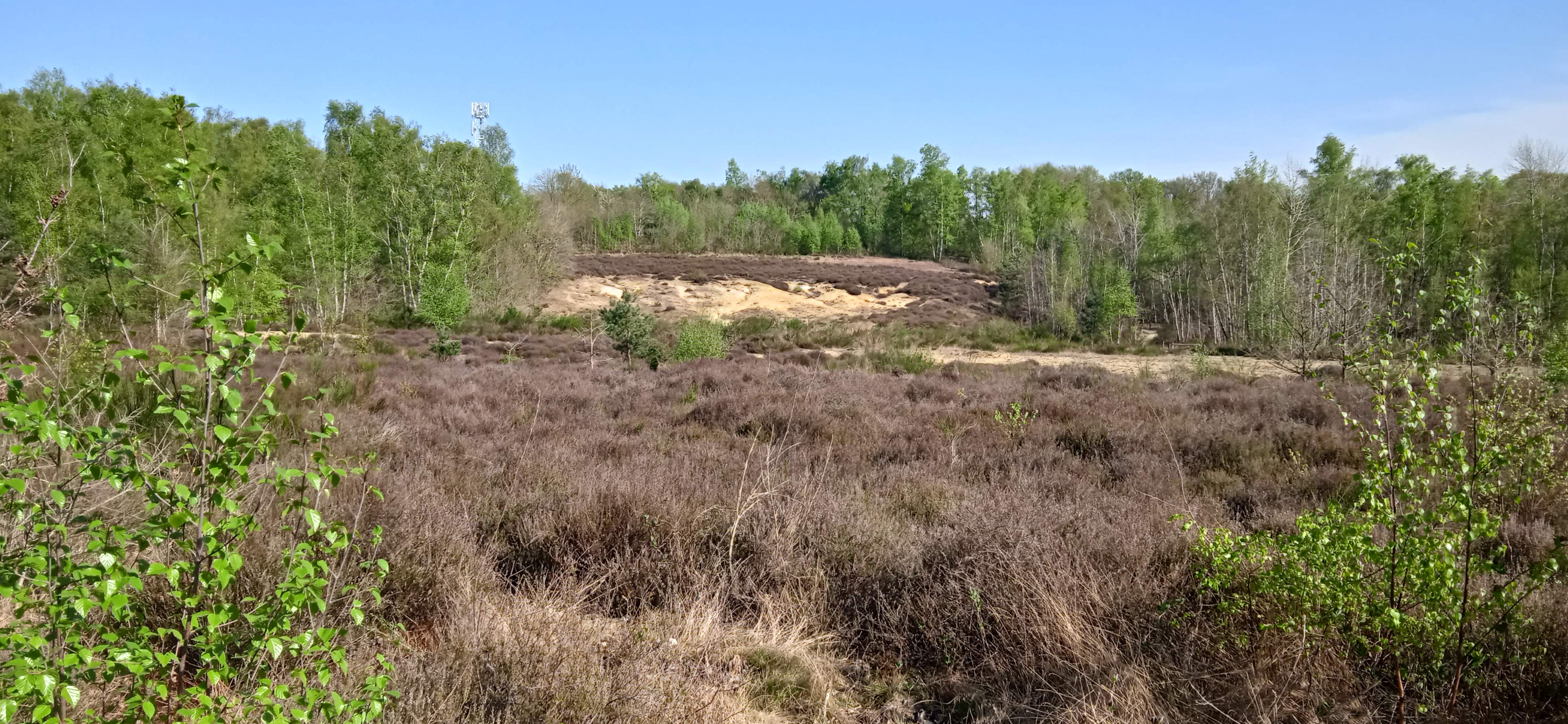
Vue sur la Grande Bruyère.

La Grande Bruyère de Blaton est une ancienne sablière reconnue comme Site de Grand Intérêt Biologique (SGIB). Elle abrite une faune et une flore particulièrement riches, rendues possibles par la diversité de ses milieux naturels : zones sablonneuses, plans d’eau, fourrés, mares, etc. Depuis l’octroi du statut de réserve naturelle domaniale en 2003, fruit d’une convention entre la commune de Bernissart et la Région wallonne, le Parc Naturel des Plaines de l’Escaut y mène régulièrement des actions d’entretien et de gestion.

## Économie
Le Zoning industriel de Bernissart est localisé sur le territoire d'Harchies, il longe le Canal Nimy-Blaton-Péronnes et se situe non loin de l'autoroute A16 et de la ligne ferroviaire 78. Il abrite une grande variété de PME évoluant dans des domaines tels que la gestion des déchets, la construction, la mécanique, les travaux, l'industrie et les transports. Ce zoning comprend également le parc à conteneurs de la commune.
Un projet en 2023 lancé par l'IDETA avait pour but d'agrandir le zoning en déboisant une partie du bois d'Imbrechies. Mais à la suite du mécontentement des citoyens et du désaccord du ministre wallon Willy Borsus, le projet a été abandonné au profit d'alternatives plus écologiques qui sont toujours en discussion.

### Caserne de Blaton
Implantée entre l'autoroute A16 et la ligne ferroviaire 78, la caserne de Blaton est l’une des sept casernes de pompiers de la zone de secours WAPI. Située dans le secteur sud, elle a été officiellement inaugurée le 4 mai 2022.
Sa création a permis de regrouper les services de secours de cinq anciennes casernes, auparavant réparties entre Antoing, Basècles, Belœil, Bernissart et Estaimpuis. Cette centralisation vise à améliorer la réactivité et l’efficacité des interventions dans la région.

## Personnalités liées à la commune
- Victor Martin, sociologue, résistant au nazisme. (1912-1989)
- Dominique Alderweirels, alias Dodo la Saumure (né en 1949), connu via l'affaire DSK.
- Luce Irigaray (née en 1930 à Blaton), linguiste et psychanalyste féministe francophone.
- Ernest de Merode, porteur du titre de baron d'Harchies. (1595-1677)[31].